# 田浦郵便局
田浦郵便局
- （たうらゆうびんきょく） - 神奈川県横須賀市にある郵便局。本記事にて記述する。
- （たのうらゆうびんきょく） - 熊本県葦北郡芦北町にある郵便局。局番号は71029。

田浦郵便局（たうらゆうびんきょく）は神奈川県横須賀市にある郵便局。民営化前の分類では集配普通郵便局であった。

## 概要
住所：〒237-8799 神奈川県横須賀市田浦町2-83-1

## 沿革
- 1940年（昭和15年）5月1日 - 開局。
- 1957年（昭和32年）3月11日 - 電話通話および和文電報受付事務の取扱を開始[1]。
- 2000年（平成12年）8月14日 - 外国通貨の両替および旅行小切手の売買に関する業務取扱を開始。
- 2007年（平成19年）10月1日 - 民営化に伴い、併設された郵便事業田浦支店に一部業務を移管。
- 2012年（平成24年）10月1日 - 日本郵便株式会社発足に伴い、郵便事業田浦支店を田浦郵便局に統合。

## 取扱内容
- 郵便、印紙、ゆうパック、内容証明
- 貯金、為替、振替、振込、国際送金、外貨両替・トラベラーズチェック、国債、投資信託
- 生命保険、バイク自賠責保険、自動車保険、がん保険、引受条件緩和型医療保険
- ゆうちょ銀行ATM
- 「237-00xx」区域（横須賀市の一部）の集配業務
管内郵便ポストからの取集は横須賀郵便局が行っており、当局はコンビニポストおよび田浦局前ポストのみ取集している。
- ゆうゆう窓口

## 周辺
- 自衛隊横須賀病院
- 横須賀市立田浦小学校
- 横須賀基督教社会館

## アクセス
- JR横須賀線 田浦駅から徒歩約6分
- 京急本線 京急田浦駅もしくは安針塚駅から徒歩約18分
- 京浜急行バス田浦郵便局停留所下車
- 横浜横須賀道路 逗子ICから東へ約2.5km
- 国道16号沿い
- 駐車場あり：3台